# Проэктор, Даниил Михайлович
Дании́л Миха́йлович Проэ́ктор (6 октября 1917, Ростов-на-Дону — 11 ноября 1999, Москва) — советский и российский историк. Доктор исторических наук, главный научный сотрудник Института мировой экономики и международных отношений (ИМЭМО), профессор Военной академии имени М. В. Фрунзе, академик Академии военных наук, участник Великой Отечественной войны, полковник, лауреат премии Российской академии наук имени Е. В. Тарле «За лучшие научные работы в области всемирной истории и современного развития международных отношений», внес значительный вклад в отечественную историческую, политическую и военную науку.

## Биография
Даниил Михайлович Проэктор родился в 1917 году в городе Ростов-на-Дону в семье служащих. Позже его семья переехала в Москву.
После окончания школы, в 1935 году Д. М. Проэктор поступил в институт физкультуры, в котором проучился два года. В 1937 году поступил на исторический факультет Московского педагогического института им. Н. К. Крупской. После окончания института, в 1941 году был направлен работать учителем истории в город Алма-Ата.
После начала Великой Отечественной войны Д. М. Проэктор обучался в военно-пехотном училище. Пройдя ускоренный курс подготовки, он в звании лейтенанта направлен на должность командира стрелкового взвода в 545-й стрелковый полк 389-й стрелковой дивизии.
На военной службе Д. М. Проэктор быстро выдвинулся на должность первого помощника начальника штаба 545-го стрелкового полка, а затем переведен на должность помощника начальника оперативного отделения штаба 389-й стрелковой дивизии. В 1942—1944 годах Д. М. Проэктор принимал участие в боях по освобождению Северного Кавказа, Кубани, Украины.
В августе 1944 года майор Проэктор Д. М. направлен на учебу в Военную академию им. М. В. Фрунзе. В 1948 году окончил основной факультет академии с золотой медалью.
В 1948—1969 годах Даниил Михайлович Проэктор преподавал военную историю в Военной академии им. М. В. Фрунзе. Профессор.
В 1969—1999 главный научный сотрудник Института мировой экономики и международных отношений (ИМЭМО) РАН.
В 1995 году награждён премией им. Е. В. Тарле РАН за монографии «Фашизм: путь агрессии и гибели», «Политика и безопасность» и разделы в книге «Революция в политике безопасности».
Умер в 1999 году в Москве. Похоронен на Николо-Архангельском кладбище.

## Основные работы
- Проэктор Д.М. Через Дуклинский перевал. — М.: Воениздат, 1960. — 215 с.
- Война в Европе. 1939—1941 гг. — М., 1963;
- Агрессия и катастрофа (1968)
  - Агрессия и катастрофа. — 2-е изд. — М.: Наука (издательство), 1972. — 768 с. — (Вторая мировая война в исследованиях, воспоминаниях, документах). — 40 000 экз.
- Оруженосцы третьего рейха. Германский империализм. 1919—1939. — М., 1971;
- «Основы мира в Европе» (1983)
- Фашизм: путь агрессии и гибели. — М., 1985 (2-е изд. 1989);
- Мировые войны и судьбы человечества. — М., 1986;
- Военная сила: Размышления о её свойствах и месте в современном мире. — М., 1992 (в соавт.);
- Революция в политике безопасности. — М., 1992.
- Новые измерения российской политики безопасности на рубеже столетий. — М., 1997.